# Проэнса-а-Велья
Проэнса-а-Велья (порт. Proença-a-Velha) — район (фрегезия) в Португалии, входит в округ Каштелу-Бранку. Является составной частью муниципалитета Иданья-а-Нова. По старому административному делению входил в провинцию Бейра-Байша. Входит в экономико-статистический субрегион Бейра-Интериор-Сул, который входит в Центральный регион. Население составляет 282 человека на 2001 год. Занимает площадь 57,75 км².
Покровителем района считается Дева Мария (порт. Nossa Senhora da Silva).